# Els Vienesos
Els Vienesos va ser una companyia de revista i opereta creada per l'austríac Arthur Kaps a la dècada dels anys 40 del segle XX i establerta a Barcelona a partir de 1942. Van estrenar uns quants espectacles en els teatres del Paral·lel que van gaudir d'uns èxits extraordinaris. Integraven la companyia l'actor còmic Franz Joham, la ballarina i marionetista Herta Frankel i l'actor italià Gustavo Re, entre d'altres.
Amb l'arribada a Espanya de la televisió, Els Vienesos van fer-s'hi un lloc. Van intervenir en alguns programes musicals de varietats, sempre sota la director d'Artur Kaps. També aquests programes van adquirir una extraordinària popularitat.
L'any 2000 el MAE va adquirir un fons format bàsicament 
per peces escenogràfiques (figures, esbossos i teatrins)

## Espectacles teatrals
- 1942. Todo por el corazón. Revista estrenada al Teatre Còmic de Barcelona, l'1 de maig.
- 1943. Luces de Viena. Revista estrenada al Teatre Còmic de Barcelona, el 5 de febrer.
- 1944. Luces de Viena Canvia de teatre i passa al Gran Teatre Espanyol de Barcelona, a partir del 8 d'abril.
- 1944.Viena es así. Revista estrenada al Gran Teatre Espanyol de Barcelona, el 24 de juny.
- 1945. Melodías del Danubio. Revista estrenada al Gran Teatre Espanyol de Barcelona, el 3 d'octubre.
- 1947. Pasión salvaje. Música para ti. Revista estrenada al Gran Teatre Espanyol de Barcelona, el 4 de febrer.
- 1948. Sueños de Viena. Revista estrenada al Gran Teatre Espanyol de Barcelona, el 13 d'octubre.
- 1949. Sueños de Viena (nous quadres). Revista estrenada al Gran Teatre Espanyol de Barcelona, el 16 d'abril.
- 1952. El carrusel vienés. Revista estrenada al Teatre Còmic de Barcelona, el 12 d'abril.
- 1955. Campanas de Viena. Revista estrenada al Teatre Còmic de Barcelona, el 22 de juliol.

## Programes de televisió
- 1963-64. Amigos del martes
- 1964-65. Noche de estrellas
- 1965-67. Noche del sábado